# Okrąglik (Lubliniec)
Pour les articles homonymes, voir Okrąglik.
Okrąglik est une localité polonaise de la gmina de Woźniki, située dans le powiat de Lubliniec en voïvodie de Silésie.